# La Danse de Gengis Cohn
 (novembre 2018).
Si vous disposez d'ouvrages ou d'articles de référence ou si vous connaissez des sites web de qualité traitant du thème abordé ici, merci de compléter l'article en donnant les références utiles à sa vérifiabilité et en les liant à la section « Notes et références ».
La Danse de Gengis Cohn est un roman de Romain Gary paru en 1967 aux éditions Gallimard. Ce roman est le deuxième tome de la trilogie « Frère Océan », après Pour Sganarelle et avant La Tête coupable.

## Résumé
Moïché Cohn, alias Gengis Cohn, un comique juif tué par des SS, en 1944, était devenu le dibbuk du commandant Schatz, qui a ordonné son exécution.
L'action se déroule après la Seconde Guerre mondiale. Schatz est alors devenu commissaire à Licht. Il enquête sur une série de meurtres mystérieux : toutes les victimes sont des hommes, et tous arborent un sourire extraordinaire.  Pendant l'investigation, le commissaire est harcelé par des interventions de Gengis Cohn, son ancienne relation du temps qu'il était SS.

## Thème
L'humour noir est très présent dans ce roman, qui traite non seulement de la shoah, mais aussi de la judéité et de l'humanité en général.

## Adaptation
En 1993, le groupe de télévision américain A&E Network produit, en partenariat avec la BBC, une adaptation du roman de Gary destinée à la télévision. Le film est réalisé par Elijah Moshinsky. Antony Sher dans le rôle-titre donne la réplique à Robert Linsday, interprète de l'ancien nazi Otto Schatz. Dans le film, Diana Rigg fait une apparition dans un rôle de composition original. En outre, le très jeune Daniel Craig incarne un policier zélé.